# Heinrich von Grüningen
Heinrich von Grüningen (* 13. Jahrhundert; † nach 1326) war Prior der Dominikaner in Esslingen am Neckar und von 1310 bis 1326 Provinzial anstelle des vom Provinzkapitel Teutonia gewählten, jedoch vom Ordensgeneral nicht bestätigten Meister Eckharts.

## Herkunft
Heinrich von Grüningen war Prior des vor 1233 eingerichteten Dominikaner-Konvents am Münster St. Paul in Esslingen, der unter den Dominikaner-Klöstern im schwäbischen Raum eine führende Rolle innehatte. Vermutlich war er ein Sohn des im letzten Drittel des 13. Jahrhunderts in vielen Esslinger Urkunden erscheinenden Richters Heinrich von Grüningen.

## Provinzial
Im September 1310 war Meister Eckhart auf dem Provinzialkapitel der Dominikaner-Provinz Teutonia in Speyer in Abwesenheit zum Provinzial gewählt worden, obwohl er bereits Provinzial der 1303 durch die Teilung der Provinz Teutonia geschaffenen Ordensprovinz Saxonia war. Die Wahl wurde vom Generalmagister des Ordens, Aymerich von Piacenza, nicht bestätigt, so dass noch im selben Herbst eine Neuwahl in Zürich stattfand, bei der Heinrich von Grüningen gewählt wurde.
Als es 1325 zur Häresieanklage gegen Eckhart kam, stand Heinrich auf der Seite seiner Gegner. Nach Rücksprache mit dem Ordensgeneral setzte Papst Johannes XXII. wegen der Missstände im Orden im August des gleichen Jahres  Nikolaus von Straßburg als Visitator ein. Dieser sprach darauf Eckhart von allen Verdächtigungen frei und sorgte dafür, dass Heinrich von Grüningen im Jahre 1326 seines Amts als Provinzial der Teutonia enthoben und durch Heinrich de Cigno ersetzt wurde.